# Rozpětí křídel

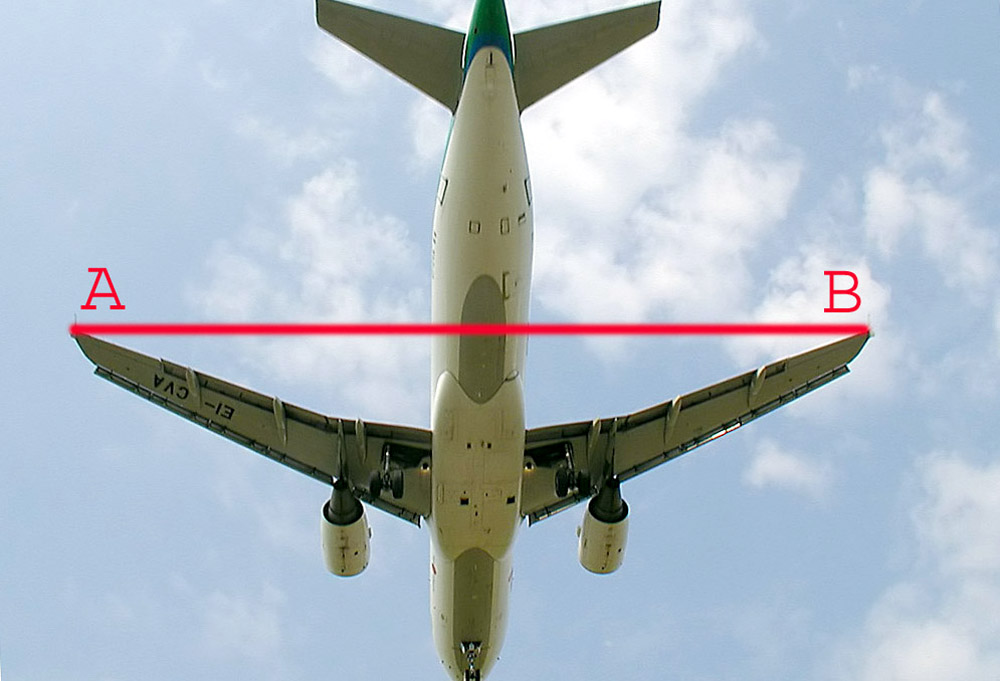
Rozpětí křídel

Rozpětí křídel (nebo jen rozpětí) letounu je vzdálenost mezi levým a pravým koncem křídla. Například Boeing 777 má rozpětí křídel asi 60 metrů (200 stop).
Termín rozpětí křídel se také používá při popisu ptáků a dalších okřídlených živočichů jako jsou pterosauři, netopýři, hmyz atd. V roce 1965 bylo zaznamenáno rekordní rozpětí křídel žijícího ptáka, albatrosa stěhovavého (Diomedea exulans), a to 3,63 metru.